# Stazione di Viborg
La stazione di Viborg (in danese Viborg Banegård) è una stazione ferroviaria a servizio dell'omonima città danese.